# Cynometra bauhiniifolia
Cynometra bauhiniifolia är en ärtväxtart som beskrevs av George Bentham. Cynometra bauhiniifolia ingår i släktet Cynometra, och familjen ärtväxter.

## Underarter
Arten delas in i följande underarter:
- C. b. bauhiniifolia
- C. b. grandiflora
- C. b. meridiana